# Tapdrup Kirke
Tapdrup Kirke ligger i landsbyen Tapdrup. Kirken hører til Tapdrup Sogn i Viborg Kommune.
Man kender ikke dens præcise alder, men den vurderes til at være bygget i 1200-tallet af en herremand. Bygningen er lavet i romansk stil af store kvadersten (samt kampesten og munkesten på nordsiden) med en portal bestående af seks fritstående søjler. Kirkens ældste inventar er et røgelseskar, som er blevet brugt til katolske gudstjenester og bibeholdt på trods af reformationen. Over korbuen hænger en krucifiks fra 1400-tallet skåret i egetræ. Kirkens lutheranske altertavle blev skænket af den lokale herregård (Skovsgård) i 1613. Alterbilledet forestiller indstiftelsen af nadveren og er fra 1702. I 1788 skænkede godsejeren Johan Braëm forskelligt betydeligt inventar til kirken bl.a. døbefronten og prædikestolen. I dette år gennemgik kirken en større restauration.
I senmiddelalderen blev kirkens tårn bygget, den gamle klokke eksisterer dog ikke mere. Gennem årene er kirken flere gange blevet restaureret. Det skete senest i 1962-1963.
Fra 1536 til 1812 hørte kirken til Gråbrødre Sogn. I 1812 kom den under Viborg Domsogn. Det varede indtil 1921, hvor det selvstændige Asmild-Tapdrup Pastorat blev stiftet og her til hører den stadig.

## Eksterne kilder og henvisninger
- Tapdrup Kirke hos KortTilKirken.dk